# Johann von Werth

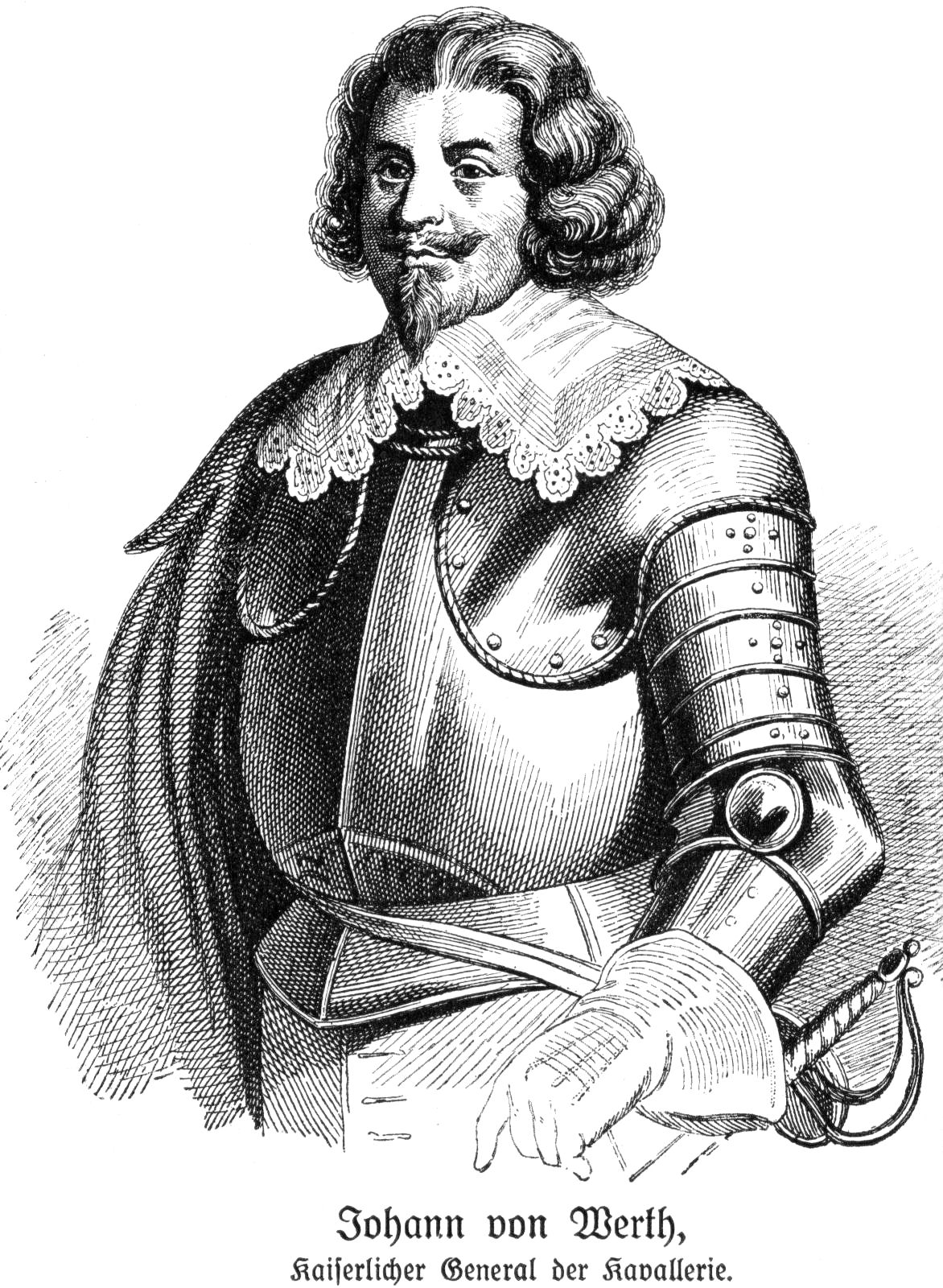
Johann von Werth

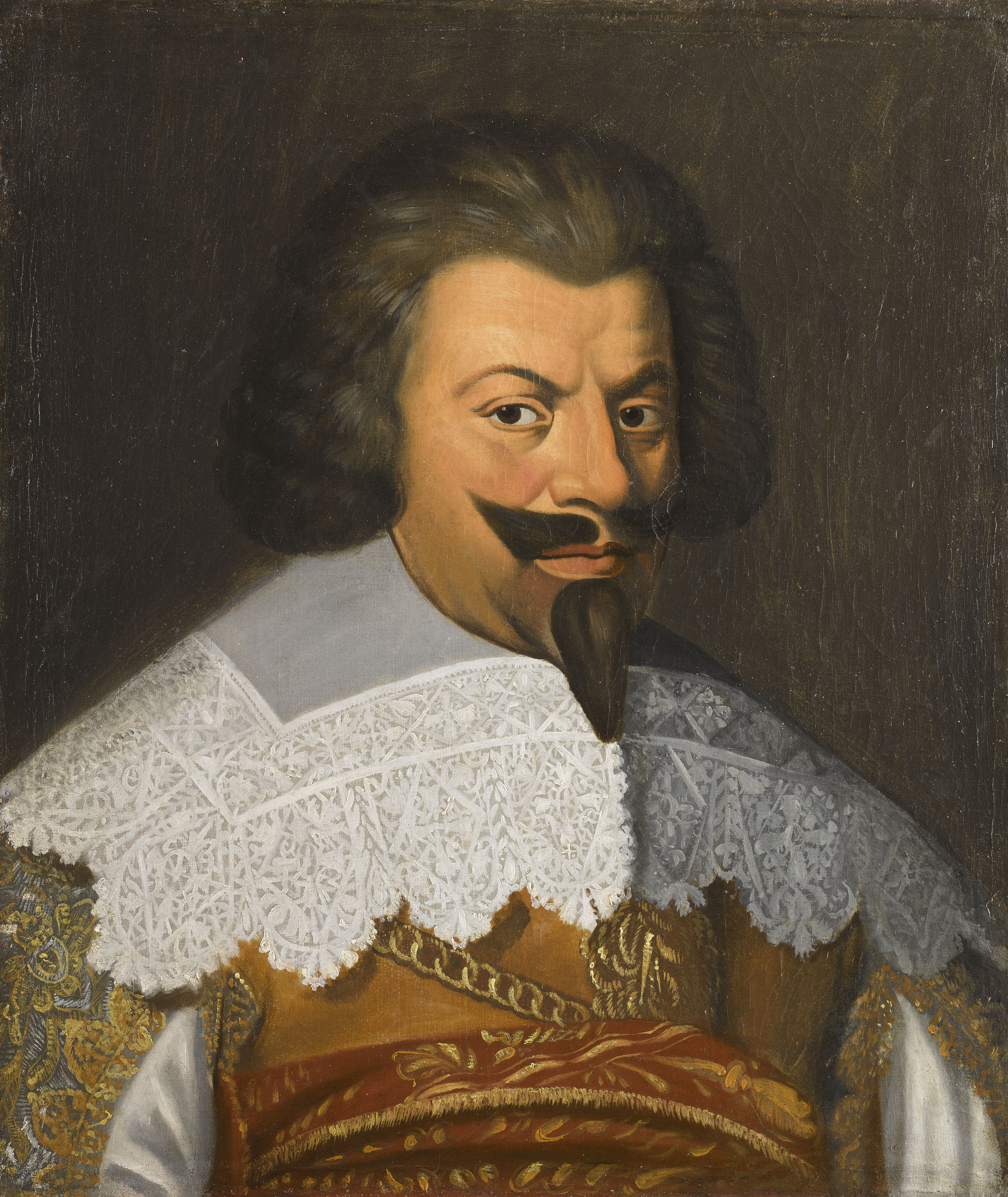
Johann von Werth, Burggraf von Odenkirchen

Johann (Reichs)freiherr von Werth, genannt Jan von Werth und auch Jean de Werth, Jean de Weert oder Johann von Weerth (* 1591 in Büttgen; † 12. September 1652 auf Schloss Benatek) war einer der bekanntesten deutschen Reitergeneräle im Dreißigjährigen Krieg. Von Weerth stammte aus einfachen Verhältnissen und erlebte den Krieg von der Schlacht am Weißen Berg 1620 bis zur Schlacht bei Dachau 1648. Seit den 1630er Jahren prägte er ihn als Heerführer, zunächst auf spanischer bzw. kurkölnischer, dann auf bayerischer, zuletzt auf kaiserlicher Seite auch bedeutend mit.

## Leben

### Jugend
Über den Geburtsort Johann von Werths besteht keine Einigkeit. Außer Büttgen beanspruchen noch die Orte Linnich, Kleinenbroich und Puffendorf, der Geburtsort des von Werth zu sein. In der Mehrheit der Quellen wird von Büttgen als Geburtsort ausgegangen. In vergangenen Jahrhunderten sah sich zeitweise auch Weert in der benachbarten niederländischen Region Limburg als Geburtsort. Dabei handelte es sich neben der Namensähnlichkeit aber wesentlich um eine Verwechslung mit dem tatsächlich aus Weert stammenden Militär Jan van der Croon, dessen Lebenslauf stark dem Johann von Werths ähnelte. Werths Eltern waren der Bauer Johann von Wierdt († 1606) und dessen Frau Elisabeth Streithoven. Er war der älteste Sohn und hatte noch sieben Geschwister.
In seiner Jugend musste Johann, wie damals üblich, auf dem elterlichen Hof mitarbeiten, der ca. einen Kilometer westlich von Büttgen lag. Mit dem Tod seines Vaters verschlechterte sich die wirtschaftliche Lage der Familie, Johann musste mit seiner Mutter und den acht Geschwistern in ein kleineres Haus umziehen und verdingte sich fortan als Knecht auf fremden Höfen. Seine einfache Herkunft brachte es mit sich, dass er nie das Schreiben erlernte, so dass es keine eigenhändigen Zeugnisse von ihm gibt.

### Aufstieg zum Offizier im kaiserlichen Heeresdienst bis 1635
Um das Jahr 1610 trat er als Söldner in die Dienste der spanischen Armee unter General Ambrosio Spinola. In den folgenden Jahren diente er in der Kavallerie und arbeitete sich bis zum Offizier hoch. 1620 nahm er als Kürassier an der Schlacht am Weißen Berg teil, der ersten großen Schlacht des Dreißigjährigen Krieges. Im Jahr 1621 wechselte Johann von Werth in kurkölnische Dienste. Bei der Belagerung von Jülich wurde er auf Grund seiner Leistungen zum Rittmeister befördert.
Später kämpfte er unter Tilly bei den Truppen der Katholischen Liga und wurde 1631 Obristwachtmeister im bayerischen Regiment „Eynatten“ der Brüder Adolf und Winand von Eynatten. Im Dezember 1632 erhielt Johann von Werth die Beförderung zum Obristen und das Kommando über das Regiment „Eynatten“. In der Folgezeit gelangen ihm mehrere Siege gegen die schwedischen Truppen, und so wurde er nach dem Sieg über ein schwedisches Korps bei Herrieden im Februar 1634 zum Generalwachtmeister befördert.
Am 24. August 1634 brannten seine Truppen das mittelfränkische Wassertrüdingen nieder. In der Schlacht bei Nördlingen am 6. September 1634 gelang es Johann von Werth mit seiner Kavallerie, eine entscheidende Wende der Schlacht herbeizuführen. Als Dank für seine Leistung in dieser Schlacht beförderte ihn sein Dienstherr, der Kurfürst Maximilian I. von Bayern, zum Feldmarschallleutnant. Kaiser Ferdinand II. zeigte seinen Dank für den Sieg in der Schlacht, indem er Johann von Werth im April 1635 zum Freiherrn erhob. Auf dieser Erhebungsurkunde ist auch das vom Kaiser gestiftete und von diesem Zeitpunkt an von Johann Reichsfreiherr von Werth geführte Wappen abgebildet. Außerdem sagte ihm Maximilian im Juli 1635 die Belehnung mit Gütern in Bayern, der Oberpfalz und Böhmen sowie mit den eingezogenen kurpfälzer Lehen der Herren von Helmstatt im Kraichgau in Ober- und Untergimpern sowie in Berwangen zu, die Werth Ende 1636 auch empfing.

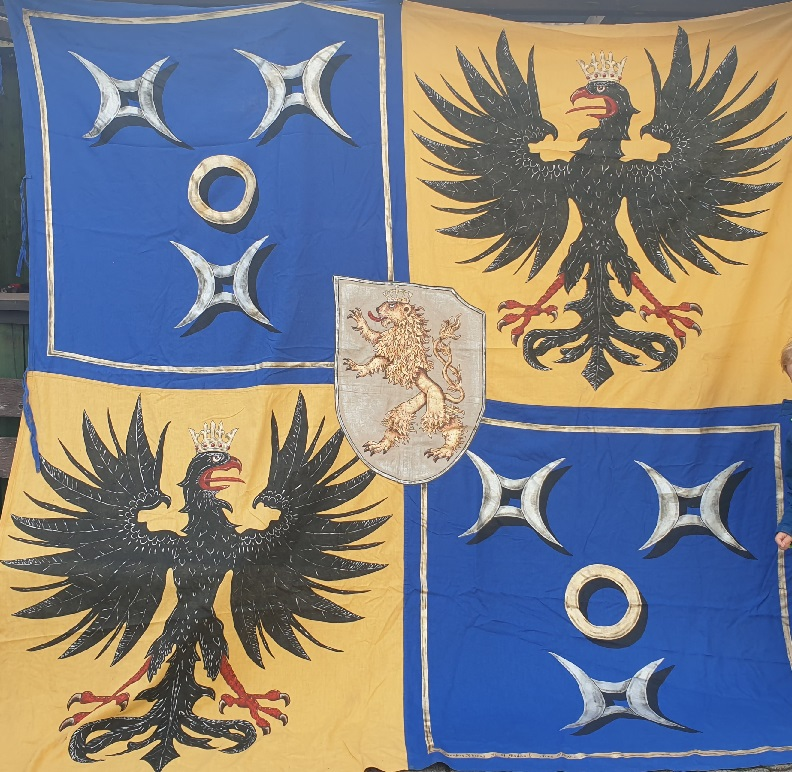
Fahne mit den Insignien des Wappenschildes des Johann von Werth, nach der Abbildung und Beschreibung desselben auf dem Freiherrndiplom von 1635.

### Führer der bayerischen Kavallerie und Gefangenschaft in Paris bis 1642
Anfang 1635 operierte Werth auf dem linken Rheinufer, wo er Speyer einnahm. Im Laufe des Jahres kämpfte er zusammen mit Karl von Lothringen im lothringischen Grenzgebiet gegen die in den Krieg eingetretenen Franzosen. Im Oktober 1635 schlossen diese ein Bündnis mit Herzog Bernhard von Sachsen-Weimar, dessen bisher schwedisches Heer in französische Dienste trat. Am Ende des Jahres bezog Werth Winterquartiere im Elsass, bevor er mit seinen Truppen durch Luxemburg hindurch ins Hochstift Lüttich zog. Im Juni 1636 belagerte Werth vergeblich die gegen den Landesherrn Ferdinand von Köln aufständische Stadt Lüttich.
Im August des gleichen Jahres beteiligte er sich mit den bayerischen Kavallerietruppen am seit längerem geplanten habsburgischen Feldzug nach Nordfrankreich. Im Zusammenwirken mit einem kaiserlich-spanischen Heer wurden die französischen Grenzfestungen La Capelle, Le Catelet und Corbie an der Nordgrenze zu den spanischen Niederlanden besetzt. Die Kavallerie von Werth konnte daraufhin mit einem Erkundungstrupp bis in Sichtweite von Paris vordringen und versetzte damit nicht nur die Bevölkerung von Paris in einen Zustand des Schreckens, der in die Geschichte einging. Gegen das daraufhin in Paris aufgestellte Volksheer war die Festung Corbie aber nicht zu halten. Der geplante Angriff auf Paris von Norden her wurde abgebrochen, zumal auch der von Süden her geplante, zeitlich versetzt ausgeführte Angriff eines kaiserlichen Heeres unter Matthias Gallas in Richtung Paris durch den Widerstand Bernhard von Sachsen-Weimars scheiterte. Werth zog sich nach dem 19. September 1636 mit dem bayerischen Heer nach Nordosten zurück und das französische Volksheer begann mit der Belagerung der Festung Corbie, die am 14. November vor den Franzosen kapitulierte.
Im Januar 1637 versuchte der hessische General Peter Melander von Holzappel die französisch besetzte Festung Ehrenbreitstein bei Koblenz zu entsetzen, die seit dem vergangenen Jahr von kaiserlichen Truppen belagert wurde. Johann von Werth, der bereits über 30 Siege gegen die Franzosen errungen hatte und daher als der Franzosenschreck bekannt war, zog daraufhin von Köln aus gegen die Festung Ehrenbreitstein. Er schlug am 30. Januar Melander unterhalb der Festung und übernahm die Belagerung. Nachdem es Werth gelang, die französischen Truppen auszuhungern, kapitulierte die Festung am 28. Juni 1637.
Herzog Bernhard von Sachsen-Weimar überschritt im Sommer 1637 den Rhein bei Rheinau. Johann von Werth rückte am 29. Juli mit 3000 Mann von Darmstadt heran. Im Laufe der Gefechte wurde von Werth schwer verletzt (eine Pistolenkugel durchschlug seine Wange und blieb im Hals stecken). Herzog Bernhard zog sich ins Elsass zurück.
Nach der Ernte übersetzte der General Weimar mit der Französisch-Schwedischen Armee wieder den Rhein, und drohte Baiern, wovon er eingeschworener Feind war, zu verheeren. Welch ein Schröcken für uns, da wir nichts wenigeres zu fürchten hatten, als auf künftigem Winter wieder Flucht nehmen zu müssen, und das Unsere alles zu verlieren. Allein der tapferste Held Johann von Werth, der schon öfters unser Schutzgott war, ging ihm entgegen und drückte ihn mit großem Verlust wieder über den Rhein zurück. Und er musste seine Vivers [Lebensmittel], und sein Winter-Quartier anderwärtig suchen. Schade, dass es nur einen Johann von Werth gab.
Am 3. März 1638 wurde Johann von Werth unter Herzog Bernhard durch den General Georg Christoph von Taupadel in der Schlacht bei Rheinfelden bei Nollingen gefangen genommen. Sein Pferd war unter ihm weggeschossen worden und er floh zu Fuß nach Nollingen zum Regiment Joachim Christian von der Wahl. Auf Verlangen von Richelieu wurde er an Frankreich ausgeliefert. Nach dem Ehrenwort, nicht zu fliehen, verbrachte Werth einige Jahre in einer sehr komfortabel gestalteten Haft mit Audienzen bei König Ludwig XIII. und mit Jagdausflügen in den Wäldern vor Paris. Am 24. März 1642 wurde er gegen den schwedischen General Gustaf Graf Horn ausgetauscht. Noch während der Gefangenschaft hatte er mit Hilfe des Heidelberger Statthalters Heinrich von Metternich das Dorf und das Schloss in Grombach erworben, um seine Besitztümer im Kraichgau zu vergrößern. Neben diesen und den ihm von Kurfürst Maximilian verliehenen Gütern in Böhmen, Bayern und der Oberpfalz erwarb Werth außerdem weitere Güter im Umland von Köln und im Rheingau. Im Oktober 1644 wurde er durch den Würzburger Fürstbischof Johann Philipp von Schönborn noch mit Mückenloch bei Heidelberg belehnt.

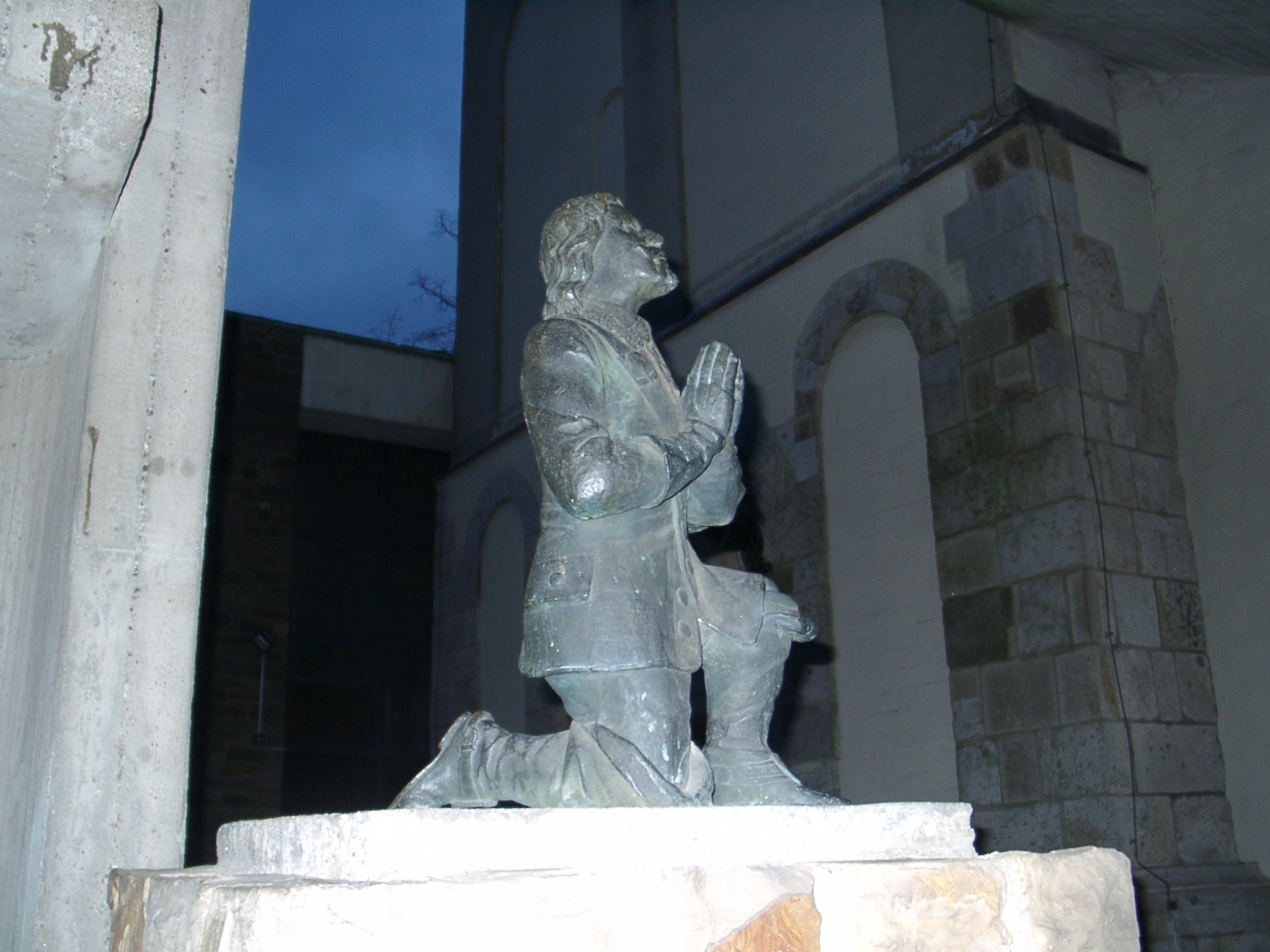
Denkmal für Jan von Werth an der Aldegundiskirche in Kaarst-Büttgen

Nach seiner Rückkehr aus der Gefangenschaft wurde Johann von Werth stürmisch in Köln, Augsburg und München empfangen.
Den 5. April langte unser über alles geschätzter Held Johann von Werth aus der französischen Gefangenschaft, die über 4 Jahre gedauert hat, und aus welcher er um den General Horn rancioniert worden, mit größter Freud, und Hoffnung für die Zukunft in München an.

### In bayerischen Diensten ab 1642
Der Kölner Kurfürst Erzbischof Ferdinand von Bayern nahm ihn in seine Dienste und machte ihn im August 1642 zum Generalleutnant seiner Kavallerie bei Zons. Bis zum Herbst des gleichen Jahres hatte Johann von Werth Bedburg, Grevenbroich, Hülchrath, Liedberg, Mönchengladbach, Neersen und schließlich am 24. Oktober 1642 Düren erobert. Die Reste der gegnerischen Truppen retteten sich bei Wesel über den Rhein.
Während der Schlacht bei Tuttlingen am 24. November 1643 gelang ihm fast die Gefangennahme des ganzen französisch-weimarischen Heeres. Im selben Jahr wurde er Burggraf von Odenkirchen.
Allein unser angebeteter Johann von Werth, dem wir nach Gott, und Mariam das meiste zu verdanken hatten, errettete uns aus unserer ängstlichen Furcht. Er überfiel den Feind öfters in seinem Winter-Quartier, machte viele tot, vertrieb ihn aus ganz Württemberg, und machte viele Beute.
Am 31. März 1644 wurde Johann von Werth nach der Einnahme von Göppingen zum General befördert. Am Abend des 30. Aprils desselben Jahres erstach er nach einem Trinkgelage in Köln den Grafen Philipp Germanus Franz von Merode, der ihn herausgefordert hatte. Am 27. Juli 1644 befreite er zusammen mit Franz von Mercy Freiburg im Breisgau von der schwedischen Besatzung und schlug anschließend am 3. und 5. August die Schlacht bei Freiburg im Breisgau gegen die Franzosen unter Herzog Enghien (der spätere Ludwig II. von Bourbon, Prinz von Condé) und Marschall Turenne.
Am 6. März 1645 nahm er an der gegen die Schweden verlorenen Schlacht bei Jankau teil. Zusammen mit Mercy siegte er am 5. Mai in der Schlacht bei Mergentheim.

### Am Kriegsende im Dienst des Kaisers
Nachdem sein Dienstherr, der bayrische Kurfürst Maximilian I. am 14. März 1647 den Ulmer Waffenstillstand zwischen Frankreich, Schweden und Bayern ohne Absprache mit dem Kaiser geschlossen hatte, wechselte Johann von Werth mit Teilen seiner Truppen in den Dienst des Kaisers. Maximilian I. belegte Johann von Werth daraufhin mit der Reichsacht und zog die ihm verliehenen Güter ein. Kaiser Ferdinand III. erklärte jedoch in Wien die von Maximilian verhängte Acht für nichtig und erhob Johann von Werth in den Grafenstand. Außerdem belehnte er ihn als Ersatz für die eingezogenen kurbayrischen Lehen mit der Herrschaft Benatek in Böhmen.
Im Auftrag des Kaisers führte Johann von Werth als General der Kavallerie noch einen Feldzug gegen die Schweden, besiegte am 6. Oktober 1648 in der Schlacht bei Dachau den schwedischen General Carl Gustav Wrangel und erzwang den Rückzug der Schweden und Franzosen.

### Kriegsende und Tod

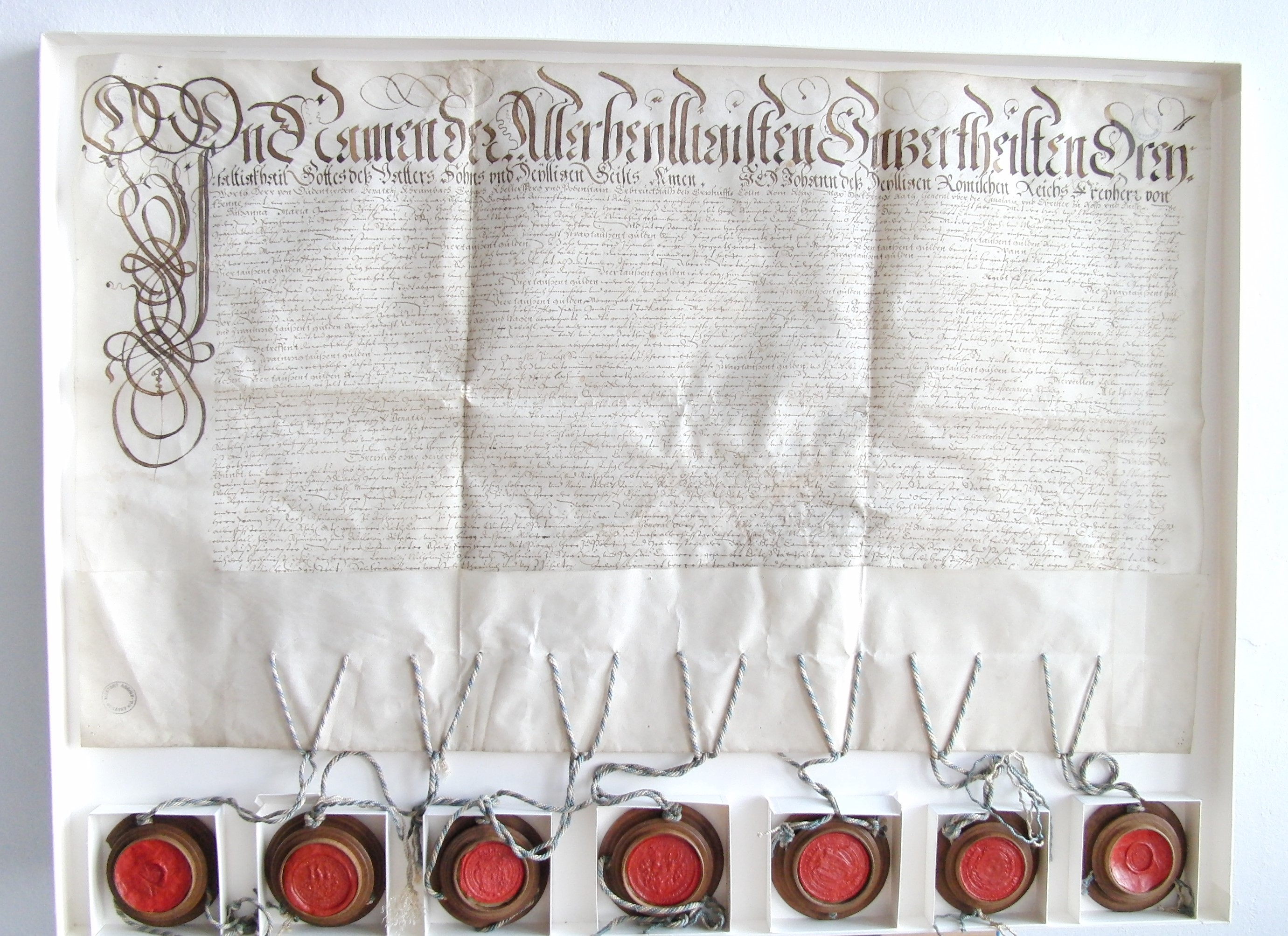
Wedding contract of Johann von Werth 1648 (SOkA Mladá Boleslav)

Werths Besitztümer im Kraichgau waren gegen Ende des Dreißigjährigen Krieges vom französischen Kommandanten der Festung Philippsburg konfisziert worden. Während die ehemaligen kurpfälzisch Helmstattschen Lehen nach dem Friedensschluss 1648 ohnehin an die Kurpfalz und die von Helmstatt zurückkamen, verblieben Werth im Kraichgau ab 1649 noch die erworbenen Besitztümer in Grombach und Mückenloch.
Seine aktive Laufbahn beendete Johann von Werth im Jahr 1650. Er zog sich auf das von ihm um einen zweistöckigen Flügelbau erweiterte Schloss im böhmischen Benatek zurück, wo er nach kurzer Krankheit am 12. September 1652 vermutlich an Blutvergiftung starb. Er wurde in der Gruft der Maria-Geburt-Kirche in Neu Benatek beigesetzt.
Ein noch erhaltener Rest, einer von seinem Leibregiment gestifteten Fahne, ist heute im Kölnischen Stadtmuseum zu besichtigen. Die Fahne aus rotem Seidendamast ist beidseitig mit einem lebensgroßen Abbild Johann von Werths bemalt. Dieses zeigt ihn in schwarz-goldener Kürassier-Rüstung mit Rapier und Kommandostab. Diese Fahne hing als Bahrfahne bei seiner Beisetzung in der Maria-Geburt-Kirche in Neu Benatek und stellt wohl das realistischste naturgetreue Bildnis des Johann Reichsfreiherr von Werth dar.

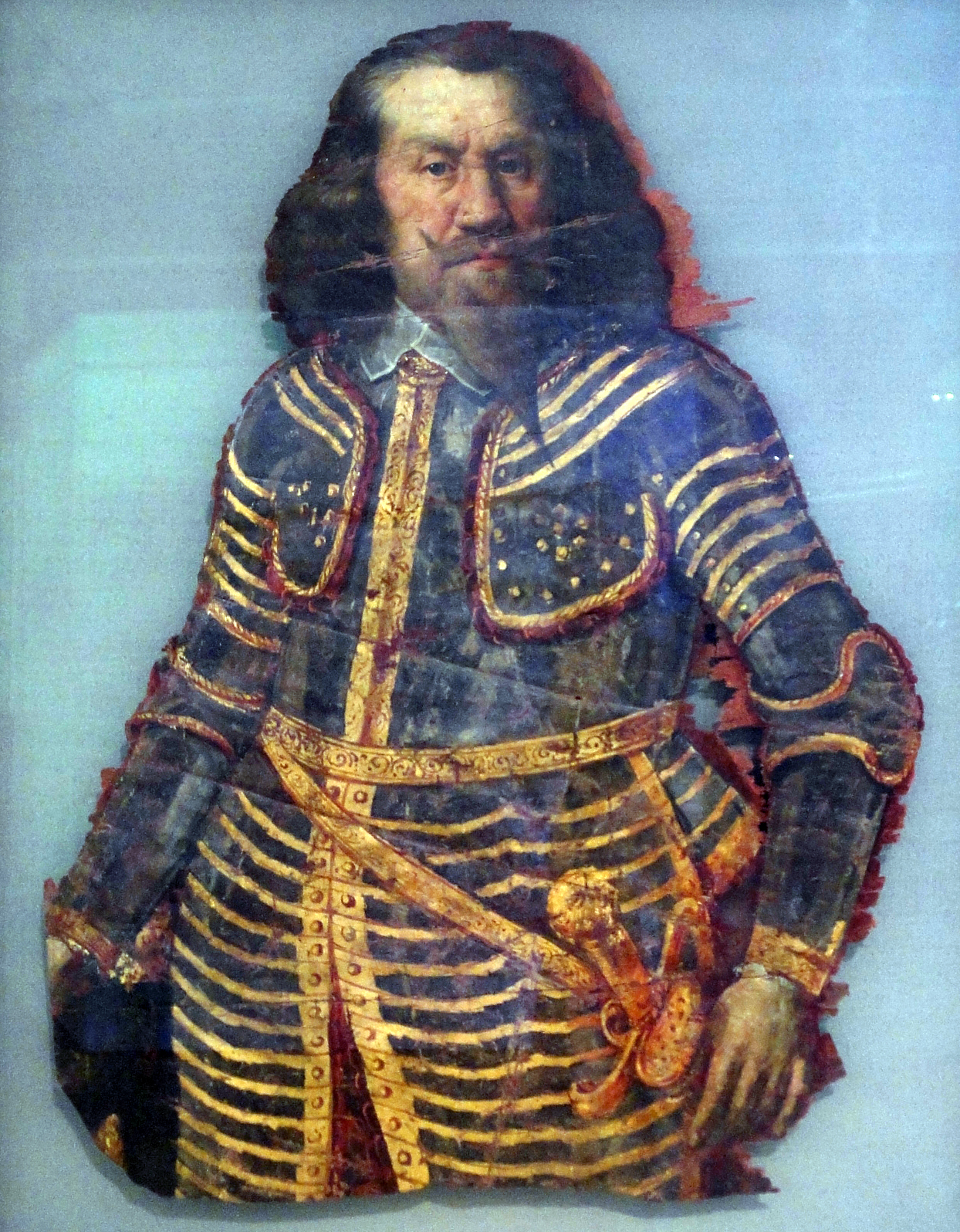
Johann Reichsfreiherr von Werth auf der Vorderansicht der doppelseitig bemalten Bahrfahne. Ölfarbe und Blattgold auf Seidendamast

### Familiäre Turbulenzen nach dem Tod
Von Werth war dreimal verheiratet, zuerst mit Gertrud von Genth zu Cönen, 1637 in Straßberg (Zollernalbkreis) mit der Gräfin Isabella von Spaur und ab 1648 mit der noch minderjährigen Gräfin Susanna Maria von Kuefstein, die die Verbindung nur im Gehorsam gegenüber ihrem Vater Johann Ludwig von Kuefstein einging. Aus der ersten und zweiten Ehe entsprangen drei Söhne, die jedoch alle in jungen Jahren vor dem Tod des Vaters verstarben, sowie die Tochter Lambertina Irmgardis. Zum Zeitpunkt von Werths Tod war seine dritte Frau, Susanna von Kuefstein (* 1630/33; † 13. Januar 1697), hochschwanger. Von Kuefstein verabscheute ihren ungebildeten älteren Ehemann und unterhielt nur wenig verborgene außereheliche Beziehungen. Von Werth hatte wegen der offensichtlichen Untreue seiner Frau in seinem vorbereiteten, jedoch nicht mehr unterzeichneten Testament vorgesehen, den Sohn seiner Tochter Lambertina mit Freiherrn Winand Raitz von Frentz, Johann Wilhelm, zu adoptieren, so dass diesem anstelle eines möglicherweise nicht von ihm gezeugten Sohnes mit Susanna das Erbe zufallen sollte. Da das Testament nicht mehr unter Zeugen zur persönlichen Unterschrift gekommen war, entbrannten zwischen Susanna und Lambertina langwierige Erbstreitigkeiten. Durch einen Vergleich von 1655 kamen Werths rheinische Güter inkl. Schloss Kellenberg, welches von Werth am 23. Dezember 1638 erworben hatte, an Tochter Lambertina, während Benatek an die Witwe Susanna und den Ende 1652 geborenen Sohn Franz Ferdinand kamen. Nach dessen frühem Tod 1671 erbte Lambertina ein Fünftel der Herrschaft Benatek, die ihr Mann im Jahr 1682 an die inzwischen in dritter Ehe mit Kaspar Johann von Cabbegg zu Saareck verheiratete Witwe Susanna rückveräußerte. Alle Nachfahren Johann von Werths stammen von der Tochter Lambertina und den Überlebenden unter ihren 16 Kindern ab.

## Sage vonJan un Griet

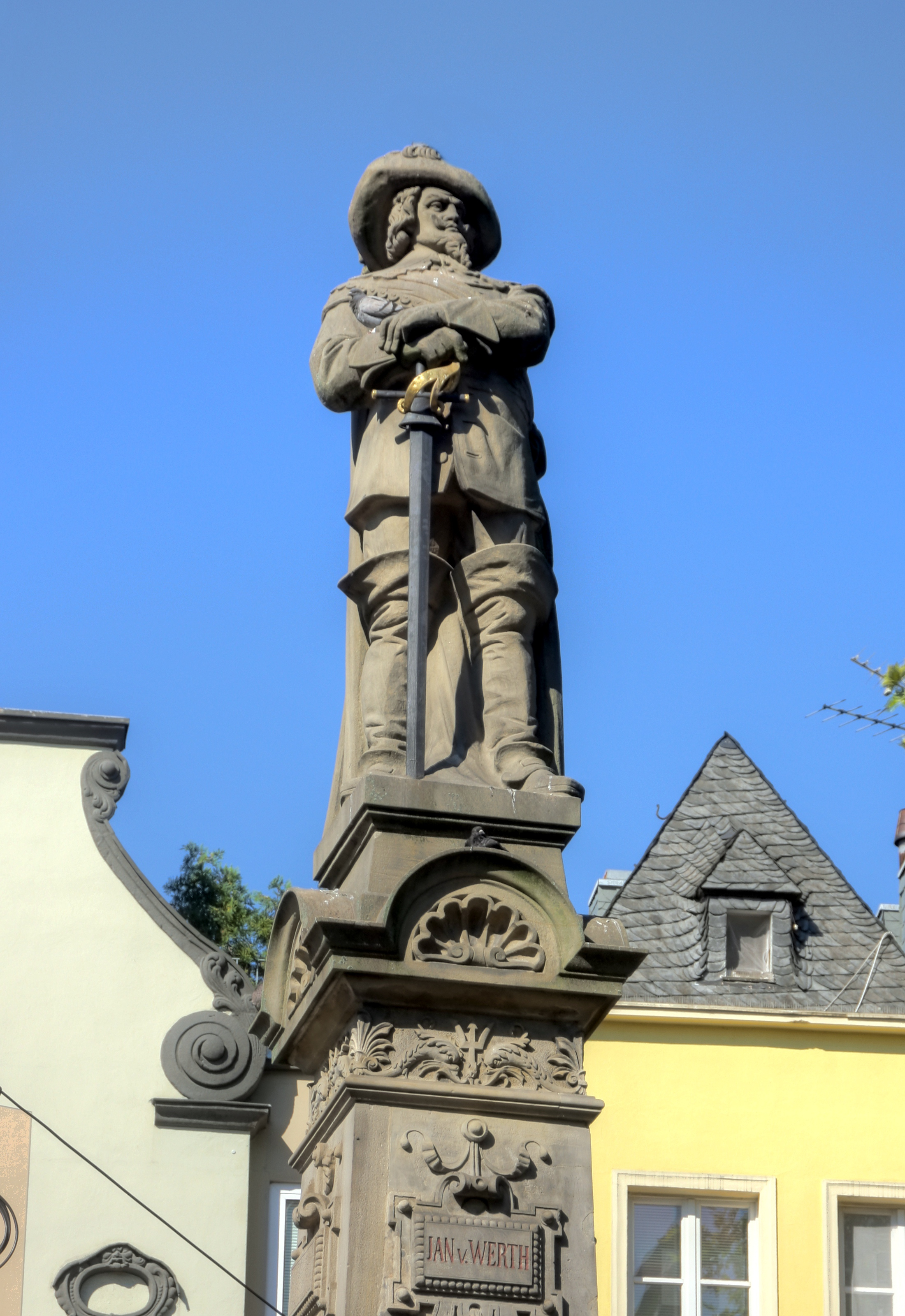
Jan-von-Werth-Denkmal in Köln

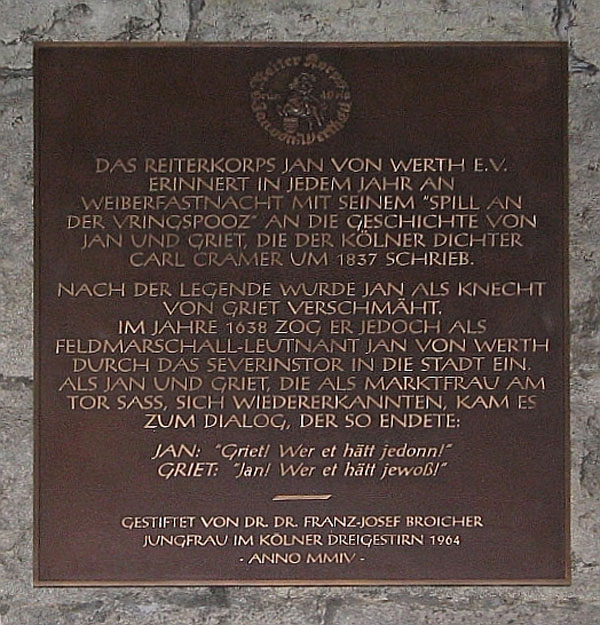
Schild an der Severinstorburg mit der Sage des Jan von Werth

In Köln und dem Umland erzählt man sich folgende Sage aus dem Leben des Johann von Werth: Jan war ein armer Knecht, der sich in die Magd Griet verliebt hatte. Da sich Griet aber eine bessere Partie als den armen Knecht Jan vorstellen konnte, lehnte sie sein Werben und seinen Heiratsantrag ab. Jan, von der Ablehnung schwer getroffen, ließ sich von einem Werber, der gerade im Ort war, für die Armee anwerben und zog in den Krieg. Da Jan ein tüchtiger Soldat und das Glück ihm hold war, konnte er bis zum General aufsteigen und mehrere Siege erringen. Nach dem Sieg über die Feste Hermannstein zog er im Triumphzug durch das Severinstor mit seinen Truppen in Köln ein. Dabei entdeckte er auf dem Markt seine einstige große Liebe Griet, die dort an einem Bauernstand Obst feilbot. Er lenkte sein Pferd auf ihren Stand zu, stieg ab, zog seinen Hut und sagte zu ihr: „Griet, wer et hätt jedonn!“ (Griet, wer es getan hätte!). Und sie antwortete ihm: „Jan, wer et hätt jewoss!“ (Jan, wer konnte das wissen!). Er stieg daraufhin wieder auf sein Pferd und ritt davon.

## Rezeption der Sage
Die Pointe mit dem Schlusssatz von Griet: „Joa, wenn ick’t wußt hätt, hätt’ ick’t doahn.“ wird auch von Theodor Fontane in seiner Ballade „Jan Bart“ verwendet. Allerdings bezieht Fontane sie nicht auf Jan von Werth, sondern – aufgrund einer Verwechslung oder aus dichterischer Freiheit – auf den westflämischen Konteradmiral Jan Bart, von dem eine solche Anekdote jedoch gar nicht kolportiert wird.
Außerdem gibt es auf Kölsch folgendes Gedicht von Carl Cramer aus dem Jahr 1837:

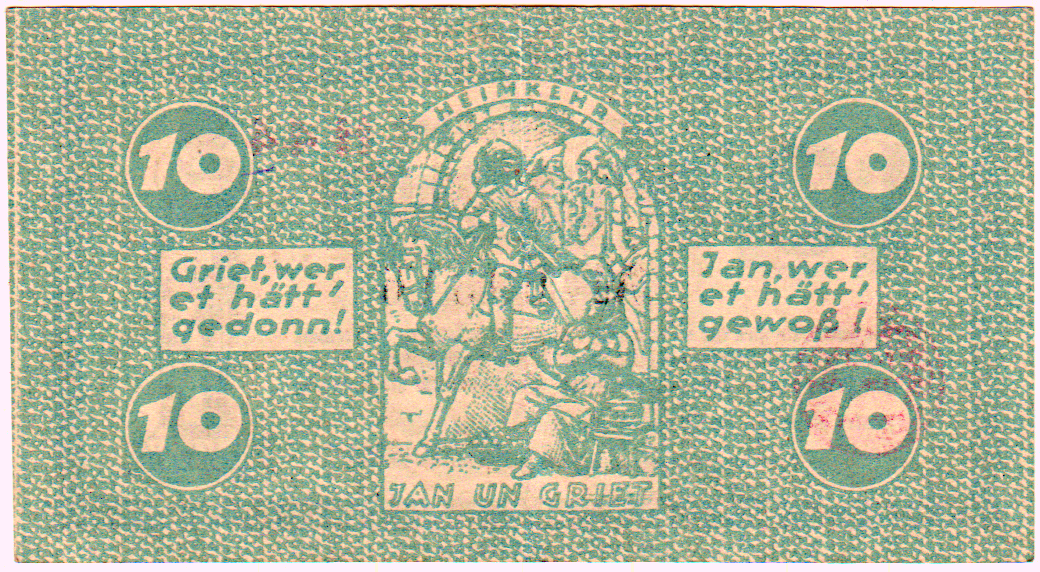
Darstellung und Spruch zur Sage von Jan un Griet auf einem Notgeldschein von 1921.

Zo Kölle em ahle Kümpchens-Hoff wont ens, ne Boerschmann, –

dä hatt en Mäd, de nannt sich Jriet, ne Knääch, dä nannt sich Jan. –

Dat Jriet, dat wor en fresche Mäd, jrad we von Milch un Blot, –

dä Jan, dat wor ’ne staatse Poosch, dem Jriet vum Hätzen jod. –

Ens säht dä: „Sach,“ esu säht hä, „Sach, Jriet, ben ich Deer räch? –

Nemm mich zom Mann, do bess en Mäd, un ich, ich ben ’ne Knääch.“ –

Do säht it: „Jan, do bess ’ne Knääch, un ich en schöne Mäd. –

Ich well ne däft’jen Halfen hann, met Oehs un Köh un Päd.“ –

Un we dä Jan dä Kall gehoot, do trok hä en dä Krech, –

schloch immer düchtich en dä Feind holf wennen manche Sech. –

We widder hä noh Kölle kom, soß hä op stolzem Pääd. –

Dä Jan, dä wo no Feldmarschall, dä jroße Jan von Wäht. –

Un wie hä an de Pooz no kom soß en der Pooz dat Jriet. –

It soß vör singem Appelkrom, wo it Kuschteien briet. –

Un als dä Jan dat Jriet dät sinn, leet stell sie Pääd hä stonn, –

un jrößten it, un säht zo im: „Jriet, wer et hätt jedonn!“ –

Un als dat Jriet dä Jan dät sinn, su blänkich usjeröß, –

do jrößt it in, un säht zo im: „Jan, wer et hätt jewoß!“ –

Ehr Mädcher all, no merkt Uech dat, un sitt meer nit zo friet, –

jar mäncher hätt et leid jedonn, dat leht vum Jan un Jriet! –
Auf Hochdeutsch etwa:
Zu Köln im alten Kümpchenshof wohnte mal, ein Bauersmann, –

der hatte eine Maid, die nannte sich Griet, einen Knecht, der nannte sich Jan. –

Die Griet, die war eine frische Maid, grad wie von Milch und Blut, –

der Jan, der war ein stolzer Bursche, der Griet vom Herzen gut. –

Einst sagt der: „Sag,“ so sagt er, „Sag, Griet, bin ich dir recht? –

Nimm mich zum Mann, du bist eine Maid, und ich, ich bin ein Knecht.“ –

Da sagte sie: „Jan, du bist ein Knecht, und ich eine schöne Maid. –

Ich will einen deftigen Halfen haben, mit Ochsen und Kühen und Pferden.“ –

Und als der Jan das Gerede gehört, da zog er in den Krieg, –

schlug immer tüchtig in den Feind half gewinnen manchen Sieg. –

Als wieder er nach Köln kam, saß er auf stolzem Pferd. –

Der Jan, der wo noch Feldmarschall, der große Jan von Werth. –

Und als er an die Pforte nah kam saß in der Pforte die Griet. –

Sie saß vor ihrem Obstand, wo sie Kastanien briet. –

Und als der Jan die Griet tut sehen, lässt still sein Pferd er stehn, –

und grüßte sie, und sagt zu ihr: „Griet, wer es getan hätte!“ –

Und als die Griet den Jan tut sehen, so glänzend ausgerüstet, –

da grüßte sie ihn, und sagte zu ihm: „Jan, wer es gewusst hätte!“ –

Ihr Mädchen all, nun merkt euch das, und seid mir nicht zu trotzig, –

gar manchen hätte es leidgetan, das Lied von Jan und Griet! –
Der Kölner Straßenkarneval eröffnet jedes Jahr an Weiberfastnacht mit dem Historienspiel „Jan und Griet“. Dieser Umzug startet alljährlich seit 1954 und zieht zum Alter Markt, wo am Jan-von-Werth-Denkmal Tanzspiele stattfinden.
Nach Jan von Werth benennt sich auch das „Reiterkorps Jan von Werth“, eine traditionsreiche Kölner Karnevals-Garde.
Der Stoff dieser Sage wurde von der Kölner Band BAP auf dem Album „Aff un zo“ 2001 unter dem Titel „Die Moritat vun Jan un Griet“ als Rocklied vertont.

## Rezeption und späte Ehrung

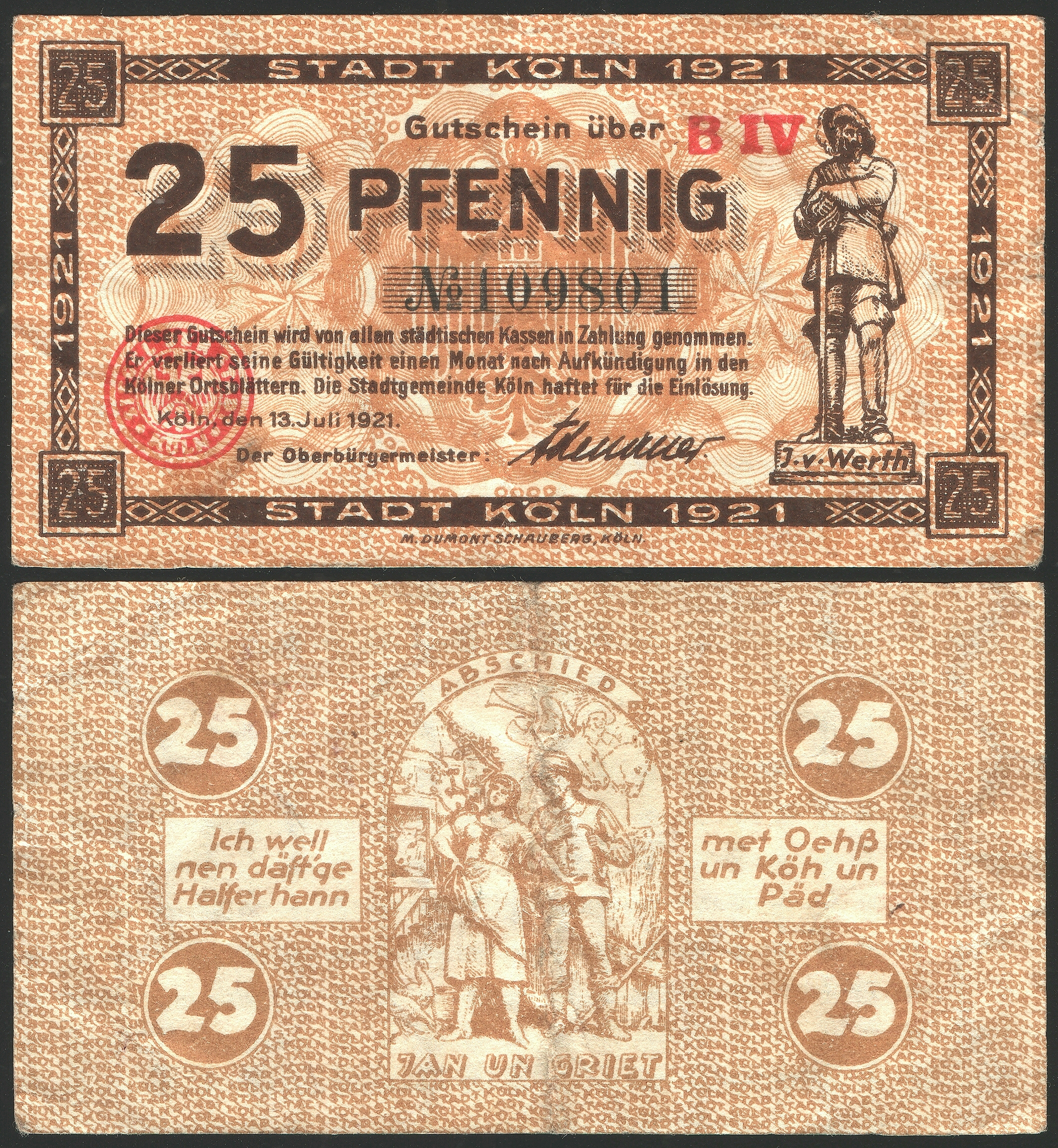
25 Pfg. Notgeldschein, Köln 1921

Mit kaiserlicher Entschließung vom 28. Februar 1863 nahm Franz Joseph I. Johann von Werth in die Liste der „berühmtesten, zur immerwährenden Nacheiferung würdiger Kriegsfürsten und Feldherren Österreichs“ auf, zu deren Ehren und Andenken auch eine lebensgroße Statue in der Feldherrenhalle des damals neu errichteten k.k. Hofwaffenmuseums (heute: Heeresgeschichtliches Museum Wien) errichtet wurde. Bildhauer Ludwig Schimek (1837–1886) schuf die Statue 1868 aus Carrara-Marmor, Kaiser Franz Joseph selbst widmete sie.
Auf dem Kölner Alter Markt steht der Jan-von-Werth-Brunnen.
Im Jahre 1921 gab die Stadt Köln ein Notgeldschein über 25 Pfg. heraus, auf dem J. v. Werth auf der Vorderseite sowie Jan und Griet auf der Rückseite dargestellt sind. Am 12. März 1991 (Ausgabedatum) widmete die Deutsche Bundespost von Wehrt eine 60-Pfennig-Sondermarke zu seinem 400. Geburtstag mit einer zeitgenössischen Darstellung (Michelkatalog Nr. 1504).
Ein Ausflugsschiff der Köln-Düsseldorfer Deutsche Rheinschiffahrt (KD) trug seinen Namen.
Die St.-Sebastianus-Schützenbruderschaft Büttgen verleiht in jedem Jahr eine Jan-van-Werth - Plakette.
Nach Johann von Werth benannte Straßen gibt es heute in Freiburg (als Johann-von-Weerth-Straße) und in München, im Rheinland existieren zahlreiche von-Werth-Straßen, unter anderem in Köln, Koblenz, Grevenbroich und Troisdorf, sowie Jan-von-Werth-Straßen wie in Dormagen, Jülich oder Geilenkirchen.
Das Reiter-Korps „Jan von Werth“ von 1925 e. V. ist eine Karnevalsgesellschaft in Köln.